# 萨奇卡龙属
萨奇卡龙（学名：Sachicasaurus）是上龙科短颈龙亚科已灭绝的一个属，化石发现于安第斯哥伦比亚东部山脉昆迪博亚卡高原巴列姆阶的帕哈组。模式种是生命萨奇卡龙（S. vitae）。

## 词源
属名Sachicasaurus取自化石发现地萨奇卡，而saurus在拉丁化希腊语中意为“蜥蜴”。种加词vitae在拉丁语中意为“生命”，之所以选择此名，是因为发现的化石激发了萨奇卡的生命。

## 描述

体型比较

萨奇卡龙是种大型上龙类，正模标本长约10（33英尺）、重约17公噸（19短噸）。正模标本MP111209-1于2013年发现，由一个接近完整的颅骨，及包括一条完整后肢与各类椎骨在内的颅后材料组成。鉴别特征包括下颌骨联合很短、下颌齿数目减少（17至18颗，而其它上龙为25至40颗）、牙齿细长及其它特征。标本保存下来的部分为9.9（32英尺）长（可能缺少尾部末端的椎骨），被解释为一具亚成体。它是最大最完整的上龙科标本之一。

## 古环境
萨奇卡龙是帕哈组发现的四种上龙科之一，另外三种是阿科斯达龙、窄鼻龙和蒙基拉龙。萨奇卡龙还与薄板龙科的卡拉瓦亚龙和莱瓦泳龙、海龟类的帕迪亚链龟、桑当龟科的莱瓦龟及大眼鱼龙科的穆伊斯卡鱼龙和锋齿鱼龙同期共存。